# Kultursekretariat NRW Gütersloh
Das Kultursekretariat NRW Gütersloh ist eine Fördermaßnahme für Kulturprojekte in Nordrhein-Westfalen. Der Zusammenschluss von derzeit über 80 Mitgliedsstädten (Stand 2022) setzt gemeinsam mit dem Landschaftsverband Westfalen-Lippe und dem Landesverband Lippe Fördermittel aus dem Kulturetat des Landes ein mit dem Ziel, die kommunale Kulturarbeit in den mittleren und kleineren Mitgliedsstädten und im ländlich geprägten Raum NRWs zu stärken. Die Mitgliedsstädte und Gemeinden haben ein eigenes Theater, aber kein festes Ensemble.

## Gremien
Das Entscheidungsgremium des Kultursekretariats NRW Gütersloh ist die Ständige Konferenz. Es tritt mindestens einmal im Jahr zusammen, beschließt über Haushalt, Förderungen und Kriterien. Jede Mitgliedsstadt ist stimmberechtigt. Regelmäßige Sitzungen des Hauptausschusses, der aus 14 gewählten Vertretern der Mitgliedsstädte besteht, bereiten die Konferenz vor. Die Sitzstadt Gütersloh, der Landschaftsverband Westfalen-Lippe, der Landesverband Lippe und das Land NRW sind ebenfalls mit einem Sitz vertreten. Am Hauptausschuss nehmen die Kulturdezernenten der Bezirksregierungen sowie die Sprecher der Arbeitskreise beratend teil. Über die Projektförderung wird in unterschiedlichen Arbeitskreisen und Projektgruppen beraten und entschieden.

## Leitung
Vorsitzende des Hauptausschusses ist Brigitte Schwerdtfeger, Beigeordnete der Stadt Willich. Stellvertretende Vorsitzende ist Jasmin Vogel, Vorständin des Kulturforum Witten. Antje Nöhren ist Geschäftsführerin des Kultursekretariats NRW Gütersloh, Verwaltungsleiterin und stellvertretende Geschäftsführerin ist Christiane Venne-Pollmeier.

## Förderung
Das Kultursekretariat NRW Gütersloh unterstützt die Mitgliedsstädte bei der Förderung kultureller Projekte, während die Veranstaltungsorganisation in den Händen der geförderten Institutionen liegt. Die Förderentscheidungen orientieren sich grundsätzlich am Kulturförderplan des Landes NRW und erfolgen nach dem Bottom-up-Prinzip.

### Spartenförderung
Das Kultursekretariat NRW Gütersloh fördert kulturelle Projekte geprüfter Qualität in den Sparten Bildende Kunst, Musik, Theater, Tanz, Freie Szene und Literatur. Mit dem „Jungen Kultursekretariat“ setzt es einen Schwerpunkt auf die kulturelle Bildung. 

### Projektförderung
Neben den Projekten in der Spartenförderung gibt es auch die offener gehaltene Projektförderung. Hier wählen die Mitgliedsstädte nicht aus den vorgegebenen Förderangeboten aus, sondern bewerben sich mit eigenen Konzepten.

#### Heimwärts
Das Förderprogramm „Heimwärts“ stellt die Kooperation der Bespieltheater/Programmtheater NRWs in den Mittelpunkt. Die Förderung der Theaterproduktionen kann dabei bis zu 80 Prozent erreichen. 

#### NRWskulptur
Das Kunstprojekt „NRWskulptur“ ist ein Internetportal, das eine Auswahl herausragender Kunstwerke im öffentlichen Raum in NRW aus der Zeit nach 1945 vorstellt. Die vorgestellten Skulpturen wurden von einer Fachjury aus Vorschlägen der NRW-Städte ausgewählt. Seit 2020 ist die gleichnamige App online.

#### Stadtbesetzung
Mit dem Projekt „Stadtbesetzung“ bringen das Kultursekretariat und die teilnehmenden Städte seit 2016 einmal pro Jahr Kunst in die Straßen und auf öffentliche Plätze. Bei jeder Auflage realisieren die Teilnehmer öffentliche Kunstaktionen zu einem ausgewählten Thema – von Performances über Klanginstallationen bis hin zu Künstler-WGs.

### Junges Kultursekretariat
Das Kultursekretariat NRW Gütersloh bietet unter dem Label „Junges Kultursekretariat“ Kindern und Jugendlichen Kultur an, z. B. Tanzfestivals, Leseclubs, Kinderkonzerte und andere Projekte.

#### Durchdrehen!
„Durchdrehen!“ fördert tanzkünstlerische Projekte für junge Menschen ab Klasse 5. Professionelle Choreografen treffen auf junge Tänzer, um sich ein Jahr lang mit Tanz zu beschäftigen. Alle zwei Jahre wandert das gleichnamige Tanzfestival durch die Mitgliedsstädte. Dort zeigen die beteiligten Tanzgruppen ihre erarbeiteten Choreografien und nutzen Workshops, Reflexionsformaten und Aktionen.

#### Kulturstrolche
Das Netzwerk aus Grundschulen, Kultureinrichtungen und lokalen Künstlern, das durch das Projekt „Kulturstrolche“ entsteht, zielt darauf ab, den teilnehmenden Grundschulkindern früh einen individuellen Zugang zur Kultur zu ermöglichen. Von der zweiten bis zur vierten Klasse können im Klassenverband außerschulische Lernorte praxisnah und spielerisch erkundet werden.

#### Sommerleseclub
Der „Sommerleseclub (SLC)“ fördert in Kooperation mit Bibliotheken des Landes die Lesefreude bei Kindern. 

#### (D)ein Ding
Die Förderreihe „(D)ein Ding“ finanziert Projektideen von außerschulischen Gruppen, Ensembles, Vereinen oder kulturpädagogischen Einrichtungen der Mitgliedsstädte. 

#### create music NRW
Seit Januar 2020 ist das Förderprojekt „create music NRW“ für jugendliche Nachwuchsmusiker im Bereich Popmusik in Trägerschaft des Landesmusikrats NRW. Das Kultursekretariat ist weiterhin Kooperationspartner für die Umsetzung des Projekts in seinen Mitgliedsstädten.

## Historie
1980 schlossen sich in Nordrhein-Westfalen die Städte mit Theatern ohne eigenes Ensemble unter dem Dach des Kultursekretariats NRW Gütersloh zusammen. Es folgte damit dem Beispiel des NRW KULTURsekretariats (Wuppertal), das einen Verbund der Städte mit kommunalen Theatern bildet. Die Zahl der 24 Gründungsstädte mit Bespieltheatern/Programmtheatern ist 2020 – im Jahr des 40-jährigen Bestehens – auf fast 80 Mitgliedsstädte angewachsen. Sie organisieren sich von der Sitzstadt Gütersloh aus im Netzwerk. Die Basis ihrer Zusammenarbeit ist eine öffentlich-rechtliche Vereinbarung. Die aktuelle Aufgabe entspricht bis heute der des ursprünglichen Gründungsauftrags:
„(…) die Förderung der kulturellen Zusammenarbeit der Mitglieder. Sie umfasst u. a. die ständige Kooperation kultureller Einrichtungen, gemeinsame kulturelle Veranstaltungen, den Austausch einzelner Produktionen und Schwerpunktveranstaltungen, insbesondere solcher mit Modellcharakter.“ (vgl. Öffentlich-rechtliche Vereinbarung über die Errichtung des Kultursekretariats Gütersloh, § 1 (3))